# Palabriaphoxus palabria
Palabriaphoxus palabria är en kräftdjursart som beskrevs av Barnard 1961. Palabriaphoxus palabria ingår i släktet Palabriaphoxus och familjen Phoxocephalidae. Inga underarter finns listade i Catalogue of Life.